# Goljak (otok)
Koordinati:   42°57′16″N, 17°27′24″E
Goljak je majhen nenaseljen otoček v Jadranskem morju. Pripada Hrvaški.
Goljak leži okoli 1,5 km severovzhodno od naselja Sreser na polotoku Pelješac. Površina otočka meri 0,033 km². Dolžina obalnega pasu je 0,69 km. Najvišja točka na otočku doseže višino 8 mnm.